# Route nationale 855
Die Route nationale 855, kurz N 855 oder RN 855, ist eine ehemalige französische Nationalstraße.
Diese Straßennummer wurde 1957 in das Nationalstraßennetz aufgenommen. Sie geht auf die Départementstraße 17 zurück. Die Straße zweigte von der damaligen N53bis (zeitweise als Nationalstraße N153; heute als Departement-Straße D654 beschildert) in Malling ab und führte über Kerling-lès-Sierck, Remeling und Waldwiese bis zur deutschen Grenze bei Silwingen.
1973 wurde die Straße zu einer Département-Straße herabgestuft und trägt seitdem die Nummer D855. Die Straße liegt komplett im Département Moselle. Westlich von Kirschnaumen kreuzte sie die auch nicht mehr existente Nationalstraße N856 (heute als Departement-Straße D856 gekennzeichnet).